# Gesù, Giuseppe e Maria
Gesù, Giuseppe e Maria è il nono album discografico di Otello Profazio pubblicato in Italia nel 1973.

## Tracce
Lato A
1. Le nozze di Maria e Giuseppe
2. Giuseppe e Maria a Betlemme
3. La nascita di Gesù
4. La fuga in Egitto
5. Gesù fra i dottori
6. Il testamento di San Giuseppe

Lato B
1. Marranzanata
2. Pastorale calabrese
3. Canto della notte di Natale
4. Quando nasce il bambinello
5. Pastorale natalizia
6. Buon Natale e buon anno
7. Befanata calabrese